# Donji Kosinj
Donji Kosinj falu Horvátországban Lika-Zengg megyében. Közigazgatásilag Perušićhoz tartozik.

## Fekvése
Otocsántól légvonalban 13 km-re közúton 33 km-re délre, községközpontjától légvonalban 16 km-re közúton 21 km-re északnyugatra az Északi-Velebit keleti lejtői alatti Kosinji mezőn hosszan elnyúlva fekszik. Az északnyugat-délkeleti irányban 10 km hosszan elnyúló 1,5–2,5 km széles mezőt északról és délről 650-től 800 méteres magaslatok határolják, míg északnyugatról 20 – 40 méter magas sziklák zárják le. A mező közepén a Lika folyó kanyarog át. Átlagos tengerszint feletti magassága 485 méter. Legmélyebb pontja a Mlinicei víznyelőnél 473 méter. Legjelentősebb víznyelői az északnyugati részen található Markov ponor és a Mlinicei víznyelő. Az áradások a “Sklope” gát megépítése előtt gyakran árvizeket okoztak, ezért a nagy befogadóképességű víznyelők különösen fontos szerepet töltöttek be. Szükséges volt bejáratuk tisztítása, átjárhatóan tartása.

## Története
Kosinj területe a Lika egészéhez hasonlóan már a történelem előtti időkben is lakott volt. Erről tanúskodnak a különböző helyeken előkerült újkőkori használati tárgyak. Az illír törzsek északnyugati irányból hatoltak be az ország területére és erre a vidékre a japod nevű törzsük telepedett le. Az i. e. 4. században a kelták harcias népe érkezett ide és az itt élő illírekkel harci szövetséget kötöttek. A rómaiak azonban már nem kímélték az őslakosokat és leigázták őket. 1901-ben Donji Kosinjban találták azt a feliratos követ, amely annak bizonyítéka, hogy az ókorban itt állt "municipium Tesleum“. A Begovača vizéhez közeli Legenacon egy másik római kori latin feliratos kő található, amely az Ortoplin és Parentin nemesi birtokok közötti határt jelöli. A római uralmat követően a 7. században szlávok érkeztek erre a vidékre.
A középkorban területe a bužanai zsupánsághoz tartozott (székhelye valahol Oteš és Ostrvica között a mai Aleksinice falu környékén volt), ezen belül a Lika alsó folyásának a mellékét a horvát okiratokban "Bočaći" néven említik. Nevét valószínűleg "Bočaj" (magyarul Bocsác) egykori váráról kapta, melynek romjai Donji és Gornji Kosinj között egy 660 méter magas hegyen találhatók. Bočajt egykor Kosinjgradnak (magyarul Koszinj várának) is nevezték, melyről egykori birtokosai a Koszinji (Kosinjski) nevet viselték. Egy 1461-es latin nyelvű oklevél említi Koszinji Lászlót ("Lascho de Kosin"), majd 1484-ben Koszinji Jánost (Ivan Kosinjski) is. Koszinj várát Frangepán Hans (Anž) gróf 1489-ben vette hét évre Koszinji Györgytől zálogba, majd 1499-ben a hozzá tartozó falvakkal együtt végleg meg is szerezte. Arról, hogy ebben az időben Kosinj környékén több falu is volt Glavinics Sebestyén zenggi püspök számol be, amikor 1696-ban azt írja, hogy Koszinj körül „hét templom romja látható, amelyekben egykor a nép Istent dicsérte”. Köztük az egykori pálos kolostor romjait is látta. Glavinics azt is megemlíti, hogy Koszinjban Frangepán Hans gróf idejében nyomda is működött, ahol egyházi könyveket nyomattak a horvát papok számára. Valószínűleg Koszinj környékén állt a Szent Mária Magdolna ispotály is, amelyet Kurjakovics Pál horvát bán 1411-ben a rokonaival kötött egyezség alapján Hrvaćani faluban levő mind az öt birtokával együtt a gačkai és a bužanai zsupánság határán fekvő Szűz Mária plébániatemplomnak adományozott.
1522-ben Hasszán mosztári pasa támadása során Koszinj vára is súlyos károkat szenvedett. Megkezdődött a horvát lakosság menekülése a Magyar Királyság biztonságosabb területeire. A következő három évben a terület lényegében lakatlanná vált. 1527-ben a vidék több mint százötven évre török megszállás alá került. A muzulmánokkal együtt pravoszláv vallású vlachok telepedtek itt le. 1689-ben a terület felszabadult a török uralom alól és a szabaddá vált területekre katolikus horvátok és pravoszláv vlachok települtek. Ezért gróf Jozef Rabata generális a Krajina katonai parancsnoka komisszárt küldött Kosinjba, hogy a horvátok és a vlachok közötti zűrzavart szüntesse meg. 1696-ban Glavinics püspök azt írja, hogy három falu található itt, melyeket a Lika vize választ el egymástól. A felső faluban 40 ház van, melynek lakói Kranja határvidékéről (a mai Gorski kotar) érkezett horvátok. A középső faluban vlachok laknak, majd a harmadik falu 40 szesszióján ismét horvátok. Ezek nem férnek össze a vlachokkal, akik fenyegetőznek hogy a vitát fegyverrel oldják meg, ha a katolikusok továbbra is bitorolják azt ami jog szerint az övék. A harc száz katolikus és ötszáz vlach között zajlik, akik közül százötven kitűnő katona. Donji- és Gornji Kosinjnak egyetlen temploma volt ahol az istentiszteletet a katolikus és a pravoszláv szertartás szerint is egyetlen pap, Nikola Uzelac látta el aki megpróbált békét teremteni. Ez időleges megoldás volt, mert még abban az évben zenggből megérkezett a katolikus plébános Vuk Vlatković személyében. Glavinics megemlíti, hogy Gornji Kosinjban templomot építettek Páduai Szent Antal tiszteletére, Donji Kosinj temploma pedig eredetileg Szent Jeromos az „illírek védőszentje” tiszteletére volt szentelve. Ez a templom már 1700-ban épült fel előbb fából, majd később kőből.
A plébánia székhelye Gornji Kosinjban volt, de Donji Kosinjban is volt pap aki káplánként a szomszédos Kuterevót is ellátta. Pohmajević püspök 1723-ban már Donji Kosinjban is talált templomot. A kosinji katolikus egyháznak 1752-ben 766 híve volt. A plébániaház 1772-ben épült meg. 1765-ben a határőrvidékek átszervezése után az otocsáni ezred egyik századának Gornji Kosinj lett a székhelye. 1826-ban itt nyílt meg előbb a népiskola is. 1834-ben a donjo kosinji iskola is megnyitotta kapuit. A katonai határőrvidékek megszüntetésével 1872-ben Donji Kosinj községközpont lett. Donji Kosinj falunak magának 1857-ben 1185, 1910-ben 1342 lakosa volt. Donji Kosinj község 7977 lakosából 1910-ben 5045 római katolikus és 2932 pravoszláv volt, de a falu lakosságából csak 36 volt görögkeleti, a többi katolikus.
A trianoni békeszerződés előtt Lika-Korbava vármegye Perušići járásához tartozott. Ezt követően előbb a Szerb-Horvát-Szlovén Királyság, majd Jugoszlávia része lett. 1991-ben lakosságának 96 százaléka horvát nemzetiségű volt. 1991-ben a független Horvátország része lett, 2011-ben 494 lakosa volt, akik főként állattartással és földműveléssel foglalkoztak, de sokan dolgoztak a közeli vízierőműben is.

## Lakosság
| Lakosság változása | Lakosság változása | Lakosság változása | Lakosság változása | Lakosság változása | Lakosság változása | Lakosság változása | Lakosság változása | Lakosság változása | Lakosság változása | Lakosság változása | Lakosság változása | Lakosság változása | Lakosság változása | Lakosság változása | Lakosság változása |
| ------------------ | ------------------ | ------------------ | ------------------ | ------------------ | ------------------ | ------------------ | ------------------ | ------------------ | ------------------ | ------------------ | ------------------ | ------------------ | ------------------ | ------------------ | ------------------ |
| 1857               | 1869               | 1880               | 1890               | 1900               | 1910               | 1921               | 1931               | 1948               | 1953               | 1961               | 1971               | 1981               | 1991               | 2001               | 2011               |
| 2.108              | 3.121              | 3.025              | 2.491              | 2.515              | 2.426              | 2.342              | 2.373              | 2.175              | 1.972              | 1.695              | 1.573              | 1.220              | 1.025              | 678                | 494                |

## Nevezetességei
- A település egyik nevezetessége a kosinji kőhíd, amelyet 1929-ben kezdtek építeni és 1936-ban adtak át a forgalomnak. Tervezője Milivoj Frković volt, építési költsége másfél millió dinárra rúgott. A híd vízszint feletti magassága 12 méter, hosszúsága 70 méter, szélessége 5 és fél méter. Három félköríves boltíve van, melyek nyílási fesztávolsága 18 méteres. Anyaga a közelben bányászott és méretre faragott terméskő. Betont csak az alapozásnál használtak. Helyén már a határőrvidék idején fahíd vezetett át a Likán. Az őszi és tavaszi áradások idején azonban a víznyelők nem tudták elnyelni a hirtelen felgyülemlett vizet, ezért a falut gyakran pusztította árvíz. A vízszint időnként húsz méterrel is a megszokott szint felett volt elöntve a folyó két partja mentén levő házakat. A víz emiatt gyakran súlyosan megrongálta, vagy elsodorta a fából ácsolt hidat. Így történt ez 1879-ben is amikor az elsodort híd helyett 6100 forintos költségen kellett új fahidat építeni. A szerencsétlenség 1915 tavaszán is megismétlődött. A lakosság és a földbirtokosok ezért már régóta elhatározta egy kőhíd építését, de a megvalósítást a háború hátráltatta. Végül 1925-ben készültek el az új híd tervei és 1928-ban a hatóságok is engedélyezték az építését.
- A másik nevezetesség, amire a helyiek különösen büszkék az első horvát nyelvű nyomtatott könyv a kosinji breviárium, melyet a 15. században az itteni egykori pálos kolostor nyomdájában nyomtattak. Róla emlékezik meg a plébániatemplom falán elhelyezett emléktábla. A nyomda létezését erősíti meg Glavinić püspök 1696-os az egyházi látogatás alkalmával készített feljegyzése. A breviáriumot ma a velencei Szent Márk Nemzeti Könyvtár őrzi, egy kis töredéke a (hat pergamenlap) a Vatikáni Apostoli Könyvtárban található.
- Keresztelő Szent János tiszteletére szentelt plébániatemploma[4] 1723-ban már állt. A templom berendezése kora barokk és rokokó stílusú. Az épület több ókori emléket is őriz. A templom falába két latin feliratos négyszögletes urna van befalazva. Két mellékoltára ókori nagy méretű szarkofágból készült. A templom előtti betonkereszt posztamensébe is egy kőből faragott urnafedél van beépítve. A templom körüli vaskos kőkerítés blokkjai között is két ókori kőtömb található.
- A Begovača vizéhez közeli Legenacon egy másik római kori latin feliratos kő található, amely az Ortoplin és Parentin nemesi birtokok közötti határt jelöli.
- Donji és Gornji Kosinj között egy 660 méter magas hegyen találhatók Bocsác, vagy más néven Koszinj várának maradványai, mely eredetileg a Koszinji (Stupić, Kosinjski) család birtoka volt, majd 1499-től a Frangepánoké. 1522-ben súlyosan megrongálta, majd később el is foglalta a török. A határmenti török portyák egyik fő támaszpontja lett. Később jelentőségét elveszítve fokozatosan rommá lett.
- Az egykori pálos kolostor területén áll a Szent Péter kápolna.[5] Egyhajós, középkori eredetű épület, téglalap alaprajzzal, félköríves  záródású román stílusú szentéllyel, harangtoronnyal és a főhomlokzat előtti zárt előcsarnokkal. A hajó síkmennyezetű, míg a szentély félkupola boltozatos. A templom homlokzata egyszerű kidolgozású, téglalap alakú ablakokkal. A 17. században átépítették, és Rátkay Benedek zengg-modrusi püspök szentelte fel 1714. június 11-én.
- Szent Miklós tiszteletére szentelt pravoszláv temploma[6] a településen, egy dombon található. Nyugat-keleti tájolású, egyhajós épület, téglalap alaprajzú hajóval, valamivel keskenyebb ötszögletű szentéllyel és a főhomlokzat előtti harangtoronnyal. A templom 1873-ban épült a katonai határőrvidék stiláris meghatározó tényezőinek megfelelően. A templom Lika szakrális építészetének fontos műemléke.